# Accordo di stabilizzazione e associazione

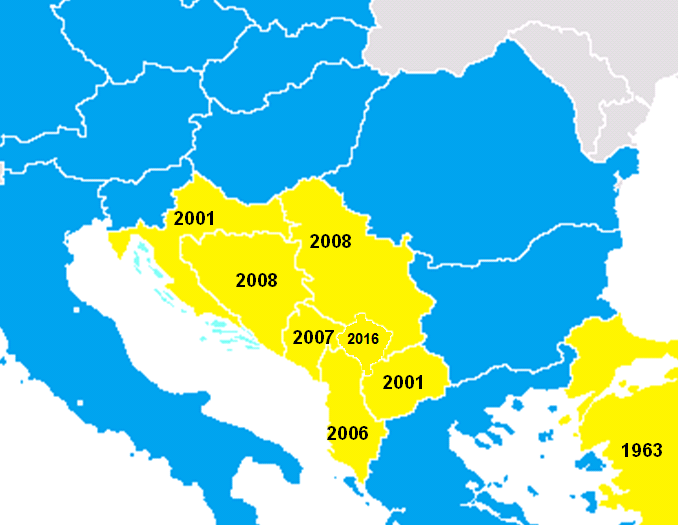
Cronologia delle adesioni all'Accordo

Un accordo di stabilizzazione e associazione (Stabilisation and Association Agreement, in inglese) è il primo passo che devono compiere i paesi europei non appartenenti all'Unione europea per poterne entrare a far parte.
I diversi accordi di stabilizzazione e associazione prevedono i passi che ciascuno dei Paesi richiedenti deve compiere per l'ingresso graduale nell'Unione europea: si tratta di accordi bilaterali tra il paese richiedente e l'Unione, che attengono a questioni politiche, economiche, commerciali come anche relative ai diritti umani; con tali accordi inoltre i paesi richiedenti si impegnano ad adottare nella loro legislazione interna le riforme necessarie a conformare i propri ordinamenti all'acquis comunitario. In cambio, l'Unione europea può offrire accesso ad alcuni o a tutti i propri mercati (merci, prodotti agricoli o industriali, ecc.) e assistenza tecnica e finanziaria. Prima di entrare in vigore, l'accordo deve essere ratificato da tutti i paesi membri dell'Unione europea oltre che dallo stato firmatario. Tale procedura non può avere una durata superiore a due anni.
Hanno firmato l'accordo di stabilizzazione e associazione: la Macedonia il 9 aprile 2001, la Croazia il 29 ottobre 2001, l'Albania il 12 giugno 2006, il Montenegro il 15 ottobre 2007, la Serbia il 29 aprile 2008, la Bosnia-Erzegovina il 16 giugno 2008 e il Kosovo il 1º aprile 2016.
Gli accordi di stabilizzazione e associazione sono stati firmati tutti a Lussemburgo contestualmente ai loro accordi interinali che facevano sì che gli stessi entrassero in vigore provvisoriamente prima della fine del necessario iter di ratifica.
Gli accordi di stabilizzazione e associazione e i Paesi dei Balcani occidentali e gli accordi di stabilizzazione e associazione tra i Paesi dei Balcani occidentali e le Comunità europee e i propri Stati membri sono entrati in vigore secondo questo calendario:
- Macedonia del Nord: Il 1º giugno 2001 è entrato in vigore l'accordo interinale mentre il 1º aprile 2004 è entrato in vigore l'accordo di stabilizzazione e associazione;
- Croazia: Il 1º marzo 2002 è entrato in vigore l'accordo interinale mentre il 1º febbraio 2005 è entrato in vigore l'accordo di stabilizzazione e associazione;
- Albania: Il 1º dicembre 2006 è entrato in vigore l'accordo interinale mentre il 1º aprile 2009 è entrato in vigore l'accordo di stabilizzazione e associazione;
- Montenegro: Il 1º gennaio 2008 è entrato in vigore l'accordo interinale mentre il 1º maggio 2010 è entrato in vigore l'accordo di stabilizzazione e associazione;
- Serbia: Il 1º gennaio 2010 è entrato in vigore l'accordo interinale mentre il 1º settembre 2013 è entrato in vigore l'accordo di stabilizzazione e associazione;
- Bosnia-Erzegovina: Il 1º luglio 2008 è entrato in vigore l'accordo interinale mentre il 1º giugno 2015 è entrato in vigore l'accordo di stabilizzazione e associazione.
- Kosovo: il 1º aprile 2016 è entrato in vigore l'accordo di stabilizzazione e associazione.

## Situazione delle ratifiche
Nelle tabelle qui sotto sono riportate le date di deposito degli strumenti di ratifica degli accordi di stabilizzazione e associazione tra i Paesi dei Balcani occidentali e le Comunità europee e i propri Stati membri, nonché dei relativi accordi interinali:

### Macedonia del Nord
| Firmatario         | Deposito   |
| ------------------ | ---------- |
| Macedonia del Nord | 27/4/2001  |
| Danimarca          | 10/4/2002  |
| Irlanda            | 6/5/2002   |
| Germania           | 20/6/2002  |
| Svezia             | 25/6/2002  |
| Austria            | 6/9/2002   |
| Paesi Bassi        | 9/9/2002   |
| Spagna             | 4/10/2002  |
| Regno Unito        | 17/12/2002 |
| Francia            | 4/6/2003   |
| Portogallo         | 14/7/2003  |
| Lussemburgo        | 28/7/2003  |
| Grecia             | 27/8/2003  |
| Italia             | 30/10/2003 |
| Belgio             | 29/12/2003 |
| Finlandia          | 6/1/2004   |
| CE                 | 25/2/2004  |

#### Accordo interinale
| Firmatario         | Deposito  |
| ------------------ | --------- |
| CE                 | 27/4/2001 |
| Macedonia del Nord | 27/4/2001 |

### Croazia
| Firmatario  | Deposito   |
| ----------- | ---------- |
| Croazia     | 30/1/2002  |
| Austria     | 15/3/2002  |
| Irlanda     | 6/5/2002   |
| Danimarca   | 8/5/2002   |
| Spagna      | 4/10/2002  |
| Germania    | 18/10/2002 |
| Svezia      | 27/3/2003  |
| Francia     | 4/6/2003   |
| Portogallo  | 14/7/2003  |
| Lussemburgo | 1/8/2003   |
| Grecia      | 14/8/2003  |
| Belgio      | 17/12/2003 |
| Finlandia   | 6/1/2004   |
| Paesi Bassi | 30/4/2004  |
| Regno Unito | 3/9/2004   |
| Italia      | 6/10/2004  |
| CE          | 21/12/2004 |
| CEEA        | 21/12/2004 |

#### Accordo interinale
| Firmatario | Deposito  |
| ---------- | --------- |
| CE         | 30/1/2002 |
| Croazia    | 30/1/2002 |

### Albania
| Firmatario  | Deposito   |
| ----------- | ---------- |
| Albania     | 9/11/2006  |
| Lettonia    | 16/12/2006 |
| Slovenia    | 16/3/2007  |
| Spagna      | 23/5/2007  |
| Ungheria    | 31/5/2007  |
| Svezia      | 8/6/2007   |
| Irlanda     | 11/6/2007  |
| Slovacchia  | 20/7/2007  |
| Lituania    | 25/7/2007  |
| Polonia     | 16/8/2007  |
| Lussemburgo | 24/9/2007  |
| Regno Unito | 12/10/2007 |
| Estonia     | 6/12/2007  |
| Paesi Bassi | 10/12/2007 |
| Finlandia   | 13/12/2007 |
| Malta       | 21/4/2008  |
| Italia      | 24/6/2008  |
| Danimarca   | 25/6/2008  |
| Rep. Ceca   | 30/6/2008  |
| Austria     | 4/7/2008   |
| Cipro       | 18/7/2008  |
| Portogallo  | 6/8/2008   |
| Belgio      | 22/10/2008 |
| Francia     | 16/2/2009  |
| Germania    | 19/2/2009  |
| Grecia      | 26/2/2009  |
| CE          | 26/2/2009  |

#### Accordo interinale
| Firmatario | Deposito  |
| ---------- | --------- |
| CE         | 12/6/2006 |
| Albania    | 9/11/2006 |

### Montenegro
| Firmatario  | Deposito   |
| ----------- | ---------- |
| Montenegro  | 14/11/2007 |
| Estonia     | 22/11/2007 |
| Slovenia    | 28/4/2008  |
| Ungheria    | 19/5/2008  |
| Bulgaria    | 19/6/2008  |
| Danimarca   | 25/6/2008  |
| Austria     | 4/7/2008   |
| Slovacchia  | 29/7/2008  |
| Portogallo  | 23/9/2008  |
| Lettonia    | 17/10/2008 |
| Cipro       | 20/11/2008 |
| Malta       | 11/12/2008 |
| Romania     | 15/1/2009  |
| Paesi Bassi | 29/1/2009  |
| Polonia     | 6/2/2009   |
| Rep. Ceca   | 19/02/2009 |
| Lituania    | 6/3/2009   |
| Svezia      | 11/3/2009  |
| Spagna      | 13/3/2009  |
| Finlandia   | 18/03/2009 |
| Irlanda     | 4/6/2009   |
| Lussemburgo | 11/6/2009  |
| Francia     | 30/7/2009  |
| Germania    | 16/11/2009 |
| Italia      | 7/1/2010   |
| Regno Unito | 12/1/2010  |
| Belgio      | 29/3/2010  |
| Grecia      | 29/3/2010  |
| CE          | 29/3/2010  |

#### Accordo interinale
| Firmatario | Deposito   |
| ---------- | ---------- |
| CE         | 15/10/2007 |
| Montenegro | 14/11/2007 |

### Serbia
| Firmatario  | Deposito   |
| ----------- | ---------- |
| Serbia      | 23/9/2008  |
| Spagna      | 21/6/2010  |
| Malta       | 6/7/2010   |
| Bulgaria    | 12/8/2010  |
| Estonia     | 19/8/2010  |
| Slovacchia  | 11/11/2010 |
| Ungheria    | 16/11/2010 |
| Cipro       | 26/11/2010 |
| Slovenia    | 7/12/2010  |
| Italia      | 6/1/2011   |
| Austria     | 13/1/2011  |
| Lussemburgo | 21/1/2011  |
| Rep. Ceca   | 28/1/2011  |
| Danimarca   | 4/3/2011   |
| Portogallo  | 4/3/2011   |
| Grecia      | 10/3/2011  |
| Svezia      | 15/4/2011  |
| Lettonia    | 30/5/2011  |
| Regno Unito | 11/8/2011  |
| Irlanda     | 29/9/2011  |
| Finlandia   | 21/10/2011 |
| Francia     | 16/1/2012  |
| Germania    | 24/2/2012  |
| Paesi Bassi | 27/1/2012  |
| Belgio      | 20/3/2012  |
| Romania     | 22/5/2012  |
| Lituania    | 26/6/2013  |
| CE          | 22/7/2013  |

#### Accordo interinale
| Firmatario | Deposito  |
| ---------- | --------- |
| Serbia     | 22/9/2008 |
| CE         | 8/12/2009 |

### Bosnia-Erzegovina
| Firmatario           | Deposito   |
| -------------------- | ---------- |
| Estonia              | 11/9/2008  |
| Ungheria             | 22/10/2008 |
| Bosnia ed Erzegovina | 26/2/2009  |
| Slovenia             | 10/3/2009  |
| Bulgaria             | 13/3/2009  |
| Slovacchia           | 17/3/2009  |
| Finlandia            | 7/4/2009   |
| Lituania             | 4/5/2009   |
| Danimarca            | 26/5/2009  |
| Irlanda              | 4/6/2009   |
| Portogallo           | 20/6/2009  |
| Cipro                | 2/7/2009   |
| Rep. Ceca            | 23/7/2009  |
| Germania             | 14/8/2009  |
| Austria              | 4/9/2009   |
| Svezia               | 14/9/2009  |
| Paesi Bassi          | 30/9/2009  |
| Lettonia             | 12/11/2009 |
| Malta                | 7/1/2010   |
| Romania              | 8/1/2010   |
| Belgio               | 29/3/2010  |
| Polonia              | 7/4/2010   |
| Regno Unito          | 20/4/2010  |
| Spagna               | 15/6/2010  |
| Italia               | 8/9/2010   |
| Grecia               | 20/9/2010  |
| Lussemburgo          | 22/12/2010 |
| Francia              | 10/2/2011  |

#### Accordo interinale
| Firmatario           | Deposito  |
| -------------------- | --------- |
| CE                   | 16/6/2008 |
| Bosnia ed Erzegovina | 22/6/2008 |

### Kosovo
Il 27 ottobre 2015 il Kosovo ha firmato l'ASA con le Comunità europee e i loro Stati membri, mentre esso è entrato in vigore il 1º aprile 2016.